# Список депутатів Верховної Ради СРСР 6 скликання
Верховна Рада СРСР 6-го скликання — обрана 18 березня 1962, засідала з 1962 по 1966 роки. Склад: 1443 депутатів — 791 в Раді Союзу і 652 в Раді Національностей.
| Прізвище, ім'я, по-батькові        | Де обраний                           | Виборчий округ                           | Палата | Посада | Дата виборів (довиборів) | Примітка         |
| ---------------------------------- | ------------------------------------ | ---------------------------------------- | ------ | --- | ------------------------ | ---------------- |
| Абакумова Зінаїда Михайлівна       | Калінінградська область              | Калінінградський сільський               | Союзу  | доярка колгоспу «40 лет Октября» Гвардійського району                                                      | 18 березня 1962          |                  |
| Абашидзе Іраклій Віссаріонович     | Грузинська РСР                       | Гурджаанський                            | Союзу  | письменник, 1-й секретар правління Спілки письменників Грузинської РСР                                     | 18 березня 1962          |                  |
| Абдразяков Абдулхак Асвянович      | Татарська АРСР                       | Кукморський                              | Нац.   | голова Ради міністрів Татарської АРСР                                                                      | 18 березня 1962          |                  |
| Абдрахманов Барей Абдрахманович    | Башкирська АРСР                      | Октябрський                              | Нац.   | 1-й секретар Чекмагушівського райкому КПРС                                                                 | 18 березня 1962          |                  |
| Абдуллаєв Наджмидін Пашайович      | Таджицька РСР                        | Ганчинський                              | Нац.   | 1-й секретар Ленінабадського обкому КП Таджикистану                                                        | 18 березня 1962          |                  |
| Абдумомунов Токтоболот             | Киргизька РСР                        | Сулюктинський                            | Нац.   | 1-й секретар правління Спілки письменників Киргизької РСР                                                  | 18 березня 1962          |                  |
| Абдуразаков Малік Абдуразакович    | Ташкентська область                  | Калінінський                             | Союзу  | 1-й секретар Ташкентського обкому КП Узбекистану                                                           | 18 березня 1962          |                  |
| Абель Лідія Федорівна              | Латвійська РСР                       | Мадонський                               | Нац.   | директор Страдської восьмирічної школи Гулбенського району                                                 | 18 березня 1962          |                  |
| Абраменко Марія Степанівна         | Дагестанська АРСР                    | Кізлярський                              | Нац.   | голова колгоспу імені Леніна Кізлярського району                                                           | 18 березня 1962          |                  |
| Абраменкова Надія Семенівна        | Сахалінська область                  | Холмський                                | Союзу  | робітниця радгоспу «Невельський» Невельського району                                                       | 18 березня 1962          |                  |
| Абрамов Григорій Григорович        | Московська область                   | Красногорський                           | Союзу  | 1-й секретар Московського обкому КПРС                                                                      | 18 березня 1962          |                  |
| Абрасимов Петро Андрійович         | Смоленська область                   | Рославльський                            | Союзу  | 1-й секретар Смоленського обкому КПРС                                                                      | 18 березня 1962          |                  |
| Абсалямов Абдурахман Сафійович     | Татарська АРСР                       | Казанський сільський                     | Союзу  | письменник                                                                                                 | 18 березня 1962          |                  |
| Абсалямов Хамза Салахетдинович     | Башкирська АРСР                      | Янаульський                              | Союзу  | буровий майстер тресту «Туймазабурнафта»                                                                   | 18 березня 1962          |                  |
| Авідзба Сара Ризівна               | Абхазька АРСР                        | Сухумі—Ленінський                        | Нац.   | майстер Сухумської тютюнової фабрики                                                                       | 18 березня 1962          |                  |
| Авраменко Степан Степанович        | Новосибірська область                | Барабінський                             | Союзу  | голова Новосибірського облвиконкому                                                                        | 18 березня 1962          |                  |
| Ага Дадаш Кербалай огли            | Азербайджанська РСР                  | Бакинський—Азізбековський                | Нац.   | буровий майстер нафтопромислового управління «Азізбековнафта» міста Баку                                   | 18 березня 1962          |                  |
| Агаєва Шаргія Гаджі-Бала кизи      | Азербайджанська РСР                  | Бакинський—Ленінський                    | Нац.   | оператор нафтопромислового управління «Леніннафта» міста Баку                                              | 18 березня 1962          |                  |
| Агібалов Володимир Григорович      | Архангельська область                | Котласький                               | Союзу  | голова Архангельського облвиконкому                                                                        | 18 березня 1962          |                  |
| Агліуллін Мінхаді Мінгалімович     | Татарська АРСР                       | Чистопольський                           | Нац.   | головний зоотехнік радгоспу «Каргалінський» Чистопольського району                                         | 18 березня 1962          |                  |
| Адамян Сурен Арутюнович            | Нагірно-Карабаська автономна область | Мартунінський                            | Нац.   | голова колгоспу «Коммунізм» Мартунінського району                                                          | 18 березня 1962          |                  |
| Аджубей Олексій Іванович           | Краснодарський край                  | Армавірський                             | Союзу  | редактор газети «Известия»                                                                                 | 18 березня 1962          |                  |
| Адомавічюс Вінцас Казевич          | Литовська РСР                        | Капсукський                              | Союзу  | голова колгоспу імені Черняховського Капсукського району                                                   | 18 березня 1962          |                  |
| Азан Владислав Антонович           | Латвійська РСР                       | Центральний                              | Нац.   | 1-й секретар Ризького міськкому КП Латвії                                                                  | 18 березня 1962          |                  |
| Акімов Петро Іванович              | Мордовська АРСР                      | Рузаївський                              | Нац.   | машиніст електровоза локомотивного депо станції Рузаївка                                                   | 18 березня 1962          |                  |
| Акназаров Зекерія Шарафутдинович   | Башкирська АРСР                      | Уфимський сільський                      | Союзу  | голова Ради міністрів Башкирської АРСР                                                                     | 18 березня 1962          |                  |
| Акопян Вануї Арташесівна           | Вірменська РСР                       | Ечміадзинський                           | Союзу  | колгоспниця колгоспу села Мргастан Ечміадзинського району                                                  | 18 березня 1962          |                  |
| Акулінцев Василь Кузьмич           | Туркменська РСР                      | Марийський міський                       | Нац.   | голова раднаргоспу Туркменської РСР                                                                        | 18 березня 1962          |                  |
| Албегов Харитон Андрійович         | Північно-Осетинська АРСР             | Кіровський                               | Нац.   | колгоспник колгоспу «Хумалаг» Кіровського району                                                           | 18 березня 1962          |                  |
| Алекперов Алескер Гаджі Ага огли   | Азербайджанська РСР                  | Нахічеванський                           | Союзу  | артист Азербайджанського державного академічного драматичного театру імені Азізбекова                      | 18 березня 1962          |                  |
| Александров Анатолій Петрович      | Москва                               | Тушинський                               | Союзу  | директор Інституту атомної енергії імені Курчатова Академії наук СРСР                                      | 18 березня 1962          |                  |
| Алексеєв Дмитро Федорович          | Читинська область                    | Борзинський                              | Союзу  | командувач військ Забайкальського військового округу, генерал-полковник                                    | 18 березня 1962          |                  |
| Алексеєва Ганна Антонівна          | Смоленська область                   | Ярцевський                               | Союзу  | 1-й секретар Ярцевського міськкому КПРС                                                                    | 18 березня 1962          |                  |
| Алієва Самая Дадаш кизи            | Азербайджанська РСР                  | Ленкоранський                            | Союзу  | колгоспниця колгоспу імені Азізбекова Ленкоранського району                                                | 18 березня 1962          |                  |
| Алімханов Рашидбек Алімханович     | Дагестанська АРСР                    | Хасав'юртівський                         | Нац.   | 1-й секретар Хасав'юртівського міськкому КПРС                                                              | 18 березня 1962          |                  |
| Аліханов Енвер Назарович           | Азербайджанська РСР                  | Казахський                               | Нац.   | голова Ради міністрів Азербайджанської РСР                                                                 | 18 березня 1962          |                  |
| Алмарданова Шучаат Мамед кизи      | Нахічеванська АРСР                   | Ордубадський                             | Нац.   | мотальниця Ордубадської шовкомотальної фабрики                                                             | 18 березня 1962          |                  |
| Альбатиров Максут Уксигалійович    | Казахська РСР                        | Карагандинський міський                  | Нац.   | бригадир комбайнової бригади шахти тресту «Кіроввугілля» Карагандинської області                           | 18 березня 1962          |                  |
| Аманова Акджамал                   | Туркменська РСР                      | Ашхабадський—Ленінський                  | Нац.   | бригадир планочниць Ашхабадської прядильно-ткацької фабрики імені Дзержинського                            | 18 березня 1962          |                  |
| Амбарцумян Віктор Амазаспович      | Вірменська РСР                       | Кіроваканський                           | Союзу  | президент Академії наук Вірменської РСР                                                                    | 18 березня 1962          |                  |
| Амбарцумян Едуард Бахшийович       | Вірменська РСР                       | Арташатський                             | Союзу  | машиніст Каджаранського мідно-молібденового комбінату                                                      | 18 березня 1962          |                  |
| Аміров Ходжи                       | Таджицька РСР                        | Матчинський                              | Нац.   | механік-водій бавовнозбиральної машини колгоспу імені Куйбишева Матчинського району Ленінабадської області | 18 березня 1962          |                  |
| Аммосова Євдокія Інокентіївна      | Якутська АРСР                        | Колимський                               | Нац.   | голова Момського райвиконкому                                                                              | 18 березня 1962          |                  |
| Амосов Микола Михайлович           | Київська область                     | Київський—Подільський                    | Союзу  | завідувач клініки Українського науково-дослідного інституту туберкульозу                                   | 18 березня 1962          |                  |
| Андреєва Євгенія Іванівна          | Тамбовська область                   | Мічурінський                             | Союзу  | голова колгоспу імені Комінтерну Мічурінського району                                                      | 18 березня 1962          |                  |
| Андропов Юрій Володимирович        | Латвійська РСР                       | Резекненський                            | Союзу  | завідувач відділу ЦК КПРС із зв'язків з комуністичними та робітничими партіями соціалістичних країн        | 18 березня 1962          |                  |
| Аніщенков Микола Іванович          | Горьковська область                  | Сормовський                              | Союзу  | сталевар заводу «Красное Сормово»                                                                          | 18 березня 1962          |                  |
| Анналієв Абди Анналійович          | Туркменська РСР                      | Ташаузький                               | Союзу  | голова Ради міністрів Туркменської РСР                                                                     | 18 березня 1962          |                  |
| Аннамухаммедова Кизилгул           | Туркменська РСР                      | Марийський                               | Союзу  | голова колгоспу «Коммунізм» Туркмен-Калінського району                                                     | 18 березня 1962          |                  |
| Анохін Олексій Іванович            | Башкирська АРСР                      | Стерлітамацький                          | Нац.   | бригадир арматурників-монтажників тресту «Стерлітамакбуд»                                                  | 18 березня 1962          |                  |
| Антонов Борис Якович               | Чуваська АРСР                        | Алатирський                              | Нац.   | машиніст-інструктор локомотивного депо станції Алатир                                                      | 18 березня 1962          |                  |
| Антонов Василь Іванович            | Астраханська область                 | Ахтубінський                             | Союзу  | 1-й секретар Астраханського обкому КПРС                                                                    | 18 березня 1962          |                  |
| Антонов Олег Костянтинович         | Київська область                     | Київський сільський                      | Союзу  | головний конструктор із авіаційної техніки                                                                 | 18 березня 1962          |                  |
| Антонов Олексій Інокентійович      | Військовий виборчий округ            |                                          | Союзу  | 1-й заступник начальника Генерального штабу Міністерства оборони СРСР, генерал армії                       | 18 березня 1962          | помер 18.06.1962 |
| Антонов Олексій Костянтинович      | Ленінградська область                | Волховський                              | Союзу  | голова Ленінградського раднаргоспу                                                                         | 18 березня 1962          |                  |
| Антосяк Георгій Федорович          | Молдавська РСР                       | Сороцький                                | Союзу  | голова раднаргоспу Молдавської РСР                                                                         | 18 березня 1962          |                  |
| Апостолюк Марія Василівна          | Молдавська РСР                       | Окницький                                | Нац.   | колгоспниця колгоспу імені Калініна Атацького району                                                       | 18 березня 1962          |                  |
| Аракелян Сократ Вагаршакович       | Вірменська РСР                       | імені Камо                               | Нац.   | голова Вірменської республіканської ради профспілок                                                        | 18 березня 1962          |                  |
| Арбузов Олександр Єрмінінгельдович | Татарська АРСР                       | Казанський—Совєтський                    | Союзу  | голова президії Казанської філії Академії наук СРСР                                                        | 18 березня 1962          |                  |
| Арзуманян Анушаван Агафонович      | Вірменська РСР                       | Аштарацький                              | Нац.   | директор Інституту світової економіки та міжнародних відносин Академії наук СРСР                           | 18 березня 1962          |                  |
| Аріфов Убай                        | Самаркандська область                | Джизацький                               | Союзу  | президент Академії наук Узбецької РСР                                                                      | 18 березня 1962          |                  |
| Арпентій Георгій Іларіонович       | Молдавська РСР                       | Каушанський                              | Нац.   | колгоспник колгоспу «Шлях до комунізму» Каушанського району                                                | 18 березня 1962          |                  |
| Арстанбеков Аубакір Абдраїмович    | Кокчетавська область                 | Кокчетавський міський                    | Союзу  | голова КДБ при РМ Казахської РСР, генерал-майор                                                            | 18 березня 1962          |                  |
| Арутюнян Нагуш Хачатурович         | Вірменська РСР                       | Диліжанський                             | Нац.   | ректор Єреванського державного університету                                                                | 18 березня 1962          |                  |
| Арушанян Шмавон Мінасович          | Вірменська РСР                       | Кіроваканський сільський                 | Нац.   | голова Президії Верховної ради Вірменської РСР                                                             | 18 березня 1962          |                  |
| Архипова Ірина Костянтинівна       | Москва                               | Свердловський                            | Союзу  | солістка Державного академічного Великого театру СРСР                                                      | 18 березня 1962          |                  |
| Архипова Олена Архипівна           | Чуваська АРСР                        | Урмарський                               | Нац.   | вчителька Урмарської середньої школи                                                                       | 18 березня 1962          |                  |
| Асенова Райма                      | Кара-Калпацька АРСР                  | Нукуський                                | Нац.   | вчителька середньої школи імені ХХХ-річчя ВЛКСМ міста Нукуса                                               | 18 березня 1962          |                  |
| Аскеров Мамед Гасан огли           | Азербайджанська РСР                  | Нахічеванський                           | Нац.   | голова Ради міністрів Нахічеванської АРСР                                                                  | 18 березня 1962          |                  |
| Астайкін Іван Павлович             | Мордовська АРСР                      | Темниковський                            | Нац.   | голова Ради міністрів Мордовської АРСР                                                                     | 18 березня 1962          |                  |
| Асцатрян Єгіше Тевосович           | Вірменська РСР                       | Кафанський                               | Нац.   | голова раднаргоспу Вірменської РСР                                                                         | 18 березня 1962          |                  |
| Атаджанов Джумадурди               | Туркменська РСР                      | Марийський сільський                     | Нац.   | голова колгоспу «Москва» Марийського району                                                                | 18 березня 1962          |                  |
| Аулов Григорій Максимович          | Москва                               | Остаповський                             | Союзу  | сталевар Люблінського ливарно-механічного заводу                                                           | 18 березня 1962          |                  |
| Афанасенко Євген Іванович          | Дагестанська АРСР                    | Сергокалинський                          | Нац.   | міністр освіти Російської РФСР                                                                             | 18 березня 1962          |                  |
| Афанасьєв Павло Якович             | Магаданська область                  | Магаданський                             | Союзу  | 1-й секретар Магаданського обкому КПРС                                                                     | 18 березня 1962          |                  |
| Афанасьєв Сергій Олександрович     | Чечено-Інгуська АРСР                 | Ленінський                               | Нац.   | голова Всеросійської ради народного господарства                                                           | 18 березня 1962          |                  |
| Афанасьєва Маланія Юхимівна        | Бурятська АРСР                       | Октябрський                              | Нац.   | ткаля Улан-Уденської тонкосуконної фабрики                                                                 | 18 березня 1962          |                  |
| Ахмадалієва Енахон                 | Узбецька РСР                         | Маргеланський                            | Нац.   | голова колгоспу імені Карла Маркса Алтиарицького району Ферганської області                                | 18 березня 1962          |                  |
| Ахматова Роза Мурадівна            | Чечено-Інгуська АРСР                 | Шалінський                               | Нац.   | вчителька Шалінської початкової школи №6                                                                   | 18 березня 1962          |                  |
| Ахмедова Сарія Алі кизи            | Нахічеванська АРСР                   | Єнгіджинський                            | Нац.   | колгоспниця колгоспу імені Жданова Норашенського району                                                    | 18 березня 1962          |                  |
| Ахохов Асланбі Нахович             | Кабардино-Балкарська АРСР            | Нальчицький                              | Нац.   | голова Ради міністрів Кабардино-Балкарської АРСР                                                           | 18 березня 1962          |                  |
| Ахундов Велі Юсуф огли             | Азербайджанська РСР                  | Бакинський—імені 26 Бакинських комісарів | Союзу  | 1-й секретар ЦК КП Азербайджану                                                                            | 18 березня 1962          |                  |
| Ахундова Халіда Хейрулла кизи      | Азербайджанська РСР                  | Хачмаський                               | Союзу  | вчителька Хачмаської восьмирічної школи                                                                    | 18 березня 1962          |                  |
| Ахунова Турсуной                   | Ташкентська область                  | Чиназький                                | Союзу  | бригадир тракторно-рільничої бригади колгоспу імені Кірова Чиназького району                               | 18 березня 1962          |                  |
| Ашуров Іргаш                       | Узбецька РСР                         | Андижанський міський                     | Нац.   | 1-й секретар Андижанського обкому КП Узбекистану                                                           | 18 березня 1962          |                  |

## Б
- Бабаджанян Амазасп Хачатурович
- Бабаєв Раман
- Бабаєва Тетяна Федорівна
- Бабін Сергій Іванович
- Бабкін Олександр Петрович
- Багдасарян Оганес Мнацаканович
- Багдасарян-Сарьян Гегам Багдасарович
- Багіров Магаррам Намаз огли
- Баграмян Іван Христофорович
- Баджелідзе Володимир Георгійович
- Базовський Володимир Миколайович
- Байгалієв Рахім Байгалійович
- Байназарова Турсин
- Байрамов Нурберди
- Бакаєв Віктор Георгійович
- Бакланов Гліб Володимирович
- Бакрадзе Георгій Михайлович
- Бакунц Анаїт Михайлівна
- Балан Іван Георгійович
- Балтагулов Тюрегельді Балтагулович
- Балтрушайтіс Вітаутас Антанович
- Бальжинова Санжіма Очирівна
- Бамбушев Сандже Манджикович
- Баракаєва Шарафат
- Баратова Нараїм
- Бартуліс Антон Петрович
- Барибина Тетяна Іванівна
- Басангова Марія Убушаївна
- Басанцев Олексій Родіонович
- Басієв Олег Олександрович
- Басов Олександр Васильович
- Батиєв Саліх Гілімханович
- Батицький Павло Федорович
- Батов Павло Іванович
- Батуєв Віталій Платонович
- Батурова Марія Михайлівна
- Бахірєв В'ячеслав Васильович
- Бачаєв Борис Басангович
- Башков Микола Іванович
- Баштанар Любов Іванівна
- Бгажба Михайло Тимурович
- Бегленов Куніяз
- Бегматова Сакін Бегматівна
- Беданоков Аскербі Каспотович
- Бедоєва Дарія Хазбіївна
- Безпалко Олександра Йосипівна
- Бейсебаєв Масимхан Бейсебайович
- Бейшеналієва Бібісара
- Бекаурі Олексій Семенович
- Бекешева Клара
- Бекієва Огулнар
- Беккер Олександр Олександрович
- Бембінов Григорій Бадмайович
- Берзегов Нух Асланчерійович
- Бещев Борис Павлович
- Бєліцький Михайло Іванович
- Бєлоусов Василь Панасович
- Бєляєв Іван Степанович
- Бєляк Костянтин Микитович
- Бикова Рімма Михайлівна
- Бізяєв Олександр Денисович
- Бікбаєва Мафтуха Мусафеївна
- Бірюзов Сергій Семенович
- Блохін Микола Миколайович
- Бободжанов Абдугафар
- Бобосадикова Гулджахон Бобоївна
- Боброва Ніна Дмитрівна
- Богданов Микола Олександрович
- Богомолов Геннадій Аркадійович
- Бодамаєв Абдукарім
- Бодюл Іван Іванович
- Божій Михайло Михайлович
- Бойко Всеволод Юхимович
- Бойко Марія Оттонівна
- Болбат Параскевія Лук'янівна
- Болдінова Мотрона Семенівна
- Болфа Георгій Трохимович
- Бондаренко Олександр Мефодійович
- Бордюгов Костянтин Андрійович
- Борисов Іван Миколайович
- Борисов Олександр Пилипович
- Борисов Олександр Федорович
- Борисов Семен Захарович
- Борисова Ганна Михеївна
- Борисова Тамара Миколаївна
- Бородатов Олександр Архипович
- Бородін Андрій Михайлович
- Ботан Скайдріте Янівна
- Ботвинов Олександр Гнатович
- Бочарова Ніна Іллівна
- Бочкарьов Олександр Панкратович
- Брагін Павло Дмитрович
- Брангалє Лілія Фрицівна
- Братченко Борис Федорович
- Брежнєв Леонід Ілліч
- Брехов Костянтин Іванович
- Бринцева Марія Олександрівна
- Бровка Петро Устинович
- Бубновський Микита Дмитрович
- Будьонний Семен Михайлович
- Бузницький Олександр Григорович
- Буйний Микола Степанович
- Булгак Леонід Адамович
- Булгаков Олександр Олександрович
- Буматов Турсун
- Бурашніков Борис Пилипович
- Буркацька Галина Євгенівна
- Бурова Валентина Василівна
- Бусс Андрій Андрійович
- Бутенко Григорій Прокопович
- Бутома Борис Євстахійович
- Бухараєва Тавіля Фаритівна
- Буянін Петро Григорович
- Буянов Іван Андрійович
- Буянтуєв Цинге Буянтуйович

## В
- Валдов Альфред Янович
- Валейська Пелагія Єрмолаївна
- Валієв Курбан Агапович
- Варенцов Сергій Сергійович
- Варшицький Олександр Григорович
- Василевська Ванда Львівна
- Васильєв Віктор Іванович
- Васильєв Микола Єгорович
- Васильєва Євлалія Іванівна
- Васильєва Любов Вікторівна
- Васягін Семен Петрович
- Ватченко Олексій Федосійович
- Вахабова Уктам Каримівна
- Вахідов Абдуллажон
- Вахтраорг Альфред Георгійович
- Везіров Сулейман Азад огли
- Веймер Арнольд Тинувич
- Вейнярв Лайне Аугустівна
- Вершинін Костянтин Андрійович
- Ветра Ізидор Донатович
- Вєдоткін Типий Боконович ?
- Вєстніков Борис Володимирович
- Вєчєрова Юлія Михайлівна
- Винокуров Володимир Федорович
- Височкіна Тетяна Михайлівна
- Виштак Степанида Демидівна
- Відяєв Василь Матвійович
- Вілцинь Аусма Ейнівна
- Віташкевич Олександр Микитович
- Віщинікіна Рива Овсіївна
- Власенко Микола Васильович
- Волков Олександр Петрович
- Волков Пилип Якович
- Волков Родіон Іванович
- Воловченко Іван Платонович
- Володін Борис Михайлович
- Володова Марія Захарівна
- Воробйов Андрій Матвійович
- Воробйов Георгій Іванович
- Воробйов Костянтин Васильович
- Воробйов Микола Семенович
- Воробйова Наталія Іларіонівна
- Ворожеїн Леонід Миколайович
- Ворона Дмитро Хомич
- Воронецький Андрій Максимович
- Воронов Геннадій Іванович
- Воронцов В'ячеслав Васильович
- Ворошилов Климент Єфремович
- Воуба Олександра Чичиківна
- Вшивкова Зінаїда Олександрівна

## Г
- Габаліс Антанас Антанович
- Габріельянц Гайк Аветисович
- Гаврилов Михайло Олександрович
- Гаганова Валентина Іванівна
- Гагарін Юрій Олексійович
- Гагієв Віталій Ібрагімович
- Гаджиєв Багадур Савалан огли
- Гадірова Франгіз Рустам кизи
- Газзаєв Володимир Ісакович
- Гайдімаускас Єронімас Данелевич
- Гайле Георгій Іванович
- Гайовий Антон Іванович
- Гайрбеков Муслім Гайрбекович
- Галаншин Костянтин Іванович
- Галеєва Міннікамал Галеївна
- Галенко Йосип Панасович
- Галуза Ганна Митрофанівна
- Гамзатов Расул Гамзатович
- Гапуров Мухамедназар Гапурович
- Гарбузов Василь Федорович
- Гарбузова Тамара Василівна
- Гарібджанян Геворг Багратович
- Гасанова Заміна Гасан кизи
- Гасанова Шамама Махмудалі кизи
- Гасанян Шармах Степанівна
- Гаудзей Хелена Язепівна
- Гелейшвілі Зураб Антонович
- Гелясіанов Махмуд Зулкайович
- Генералов Федір Степанович
- Георгадзе Михайло Порфирович
- Георгієв Олександр Васильович
- Герасименко Андрій Степанович
- Герасимов Костянтин Михайлович
- Герасимов Микола Григорович
- Гергедава Зоя Еквтимівна
- Гетьман Андрій Лаврентійович
- Гечас Станісловас
- Гімаєва Нурзіган Шайхутдинівна
- Гіталов Олександр Васильович
- Гладчук Антоніна Федорівна
- Глєбов-Сорокін Гліб Павлович
- Глонті Тамара Іракліївна
- Гнатович Михайло Іванович
- Гобеєв Сармат Марзабекович
- Голиков Пилип Іванович
- Голіцина Єлизавета Іванівна
- Головацький Микола Микитович
- Головач Ганна Федорівна
- Головачов Олександр Михайлович
- Голубенко Марія Василівна
- Гольцов Анатолій Олександрович
- Гонсорунов Радна Доржійович
- Гончар Олександр Терентійович
- Гончаренко Галина Федорівна
- Горкін Олександр Федорович
- Городовиков Басан Бадьмінович
- Горохова Марія Павлівна
- Горшков Яким Васильович
- Горшков Сергій Георгійович
- Горюнов Дмитро Петрович
- Горячев Федір Степанович
- Гошаєв Гарри
- Градовець Євгенія Гнатівна
- Графов Леонід Юхимович
- Грачов Василь Васильович
- Гречко Андрій Антонович
- Грибков Михайло Петрович
- Григор'єв Георгій Іванович
- Григор'єв Григорій Савелійович
- Григор'єв Петро Михайлович
- Григорян Нурвард Осипівна
- Григорян Омар Мехакович
- Гринь Михайло Петрович
- Гришин Василий Прохорович
- Гришин Віктор Васильович
- Гришин Костянтин Миколайович
- Гришманов Іван Олександрович
- Громов Анатолій Олександрович
- Громико Андрій Андрійович
- Гросул Яким Сергійович
- Грошев Петро Павлович
- Груздєв Олександр Олександрович
- Грушецький Іван Самійлович
- Гульджашов Абди
- Гуменюк Марія Степанівна
- Гуппоєва Маймулат Шиїхівна
- Гурба Віктор Васильович
- Гуртовий Тимофій Іванович
- Гусаковський Йосип Іраклійович
- Гусейнов Бала Гусейн Імам Гулі огли
- Гусейнов Імам Гюлалі огли
- Гусейнов Мехті Алі огли
- Гусейнов Рамазан Садих огли
- Густов Іван Степанович

## Д
- Давидов Олександр Вікторович
- Давітадзе Леван Михайлович
- Дадашев Кудрат Кулійович
- Даніялов Абдурахман Даніялович
- Данковцев Олександр Георгійович
- Данченко Олексій Євгенович
- Дауленов Салькен Дауленович
- Дворецький Бернад Миколайович
- Дегтярьов Володимир Іванович
- Дедюкін Михайло Миколайович
- Дементьєв Петро Васильович
- Демиденко Єфросинія Панасівна
- Демічев Петро Нілович
- Демченко Петро Гаврилович
- Денисенко Олексій Іванович
- Денисенков Іван Антонович
- Денисов Георгій Якович
- Денисова Марія Андріївна
- Денисова Ольга Денисівна
- Денщикова Діна Михайлівна
- Дербіна Ніна Іванівна
- Дервоєд Ольга Семенівна
- Деркач Марія Панасівна
- Джавахішвілі Гіві Дмитрович
- Джавов Грізі Джавович
- Джалалов Маннап
- Джапарідзе Медея Валеріанівна
- Джафаров Акіф Аллахярович
- Джаші Валентин Север'янович
- Джебраїлова Нурія Узеїр кизи
- Джуманіязова Айша
- Джусупова Аніпа
- Дзідзарія Георгій Олексійович
- Дзнеладзе Лейла Сердалівна
- Дзоценідзе Георгій Самсонович
- Дигай Микола Олександрович
- Дикун Іван Кузьмич
- Димшиць Веніамін Емануїлович
- Диньков Петро Мартинович
- Дихнов Микола Васильович
- Діордіца Олександр Пилипович
- Діржінскайте-Пілюшенко Леокадія Юозівна
- Дмитрін Олександр Григорович
- Довга Марія Леонтіївна
- Довгопол Віталій Іванович
- Довженко Ганна Денисівна
- Довжик Михайло Єгорович
- Долгов Михайло Герасимович
- Долгова Поліна Федорівна
- Долинюк Євгенія Олексіївна
- Долчанмаа Бай-Кара Шожульбеївна
- Доманін Олександр Федорович
- Дорохов Роман Олександрович
- Дорошенко Петро Омелянович
- Дригін Анатолій Семенович
- Дробніс Александрас Антанович
- Дрозденко Василь Іванович
- Дружинін Володимир Миколайович
- Дубина Галина Михайлівна
- Дубинін Віталій Іванович
- Дубровін Геннадій Степанович
- Дугашвілі Парнаоз Сардіонович
- Дудін Юрій Іванович
- Дурдиєв Абаджан
- Дутишева Катерина Василівна
- Дьєур Михайло Пилипович
- Дьомін Іван Михайлович
- Дьоміна Олена Олексіївна
- Дюміна Ганна Іванівна

## Е
- Еверстова Марія Єгорівна
- Ейхфельд Йоган Гансович
- Енеді Маркіта Карлівна
- Еніліне Бенно Хансович
- Еренбург Ілля Григорович
- Ерсариєв Оразгельди

## Є
- Євсеєнко Михайло Андріанович
- Єгоркін Микола Іванович
- Єгоров Веніамін Васильович
- Єгоров Іван Петрович
- Єгоричев Микола Григорович
- Єгошина Валентина Федорівна
- Єлізарова Парасковія Василівна
- Єлістратов Петро Матвійович
- Єлишева Раїса Трохимівна
- Єлютін В'ячеслав Петрович
- Ємельянов Андрій Архипович
- Єнютін Георгій Васильович
- Єремеєва Раїса Макарівна
- Єременко Андрій Іванович
- Єржанова Закіра
- Єрлаков Анатолій Сергійович
- Єрмін Лев Борисович
- Єфімов Павло Іванович
- Єфремов Леонід Миколайович
- Єфремов Михайло Тимофійович
- Єфремов Степан Андріанович
- Єфремова Валентина Кирилівна
- Єчибесова Ніна Окчинівна
- Єшимбетов Давлет

## Ж
- Жанибаєва Маруса
- Жапаров Казбек
- Жаркова Анастасія Григорівна
- Жаровцев Василь Михайлович
- Жданов Леонід Панасович
- Жигалін Володимир Федорович
- Жигунов Микола Михайлович
- Жижин Анатолій Михейович
- Жирнова Марія Іванівна
- Жмаєва Марія Тимофіївна
- Жоржоліані Олександра Мойсеївна
- Жудро Володимир Костянтинович
- Жукаускас Альгірдас Альфонсович
- Жуков Георгій Олександрович
- Жульдіна Зайтуна Фатихівна
- Жунку Євгенія Ісидорівна
- Журавльова Валентина Михайлівна
- Журін Микола Іванович

## З
- Заботіна Зінаїда Іванівна
- Забалуєв Валентин Трохимович
- Загафуранов Файзрахман Загафуранович
- Заглубоцька Марія Іванівна
- Задорожний Іван Якимович
- Зайнашев Узбек Назіхович
- Зайцева Валентина Іванівна
- Зайцева Марія Миколаївна
- Закутна Євгенія Григорівна
- Замєтін Іван Ілліч
- Замура Іван Лазарович
- Заріпова Нізорамо
- Заробян Яків Микитович
- Зарубін Олександр Васильович
- Засядько Олександр Федорович
- Захаров Матвій Васильович
- Захаров Микола Панасович
- Захарова Марія Дорофіївна
- Захарченко Володимир Семенович
- Звайгзне Дзінтар Янович
- Здєшнєв Володимир Дмитрович
- Землянський Іван Федотович
- Зимін Георгій Васильович
- Зиміна Валентина Василівна
- Зіатдінов Мухамет Зіатдінович
- Зіборєва Валентина Іванівна
- Зітманіс Август Карлович
- Злобін Микола Сергійович
- Золотухін Григорій Сергійович
- Зотов Василь Петрович
- Зубарєв Геннадій Васильович
- Зубкова Валентина Михайлівна

## І
- Ібрагімов Алі Ізмаїлович
- Ібрагімов Гаджі Ага Халіл огли
- Ібрагімов Мірзаолім Ібрагімович
- Іванов Василь Олександрович
- Іванов Володимир Дмитрович
- Іванов Євген Геннадійович
- Іванов Ілля Павлович
- Іванов Павло Андрійович
- Іванов Тихон Григорович
- Іванова Ганна Іванівна
- Іващенко Олександр Венедиктович
- Іващенко Ольга Іллівна
- Івкіна Ганна Федорівна
- Ігнатов Микола Григорович
- Ігнатов Микола Федорович
- Ігнатьєв Павло Миколайович
- Ігоніна Галина Сергіївна
- Ігошин Іван Пилипович
- Ікомасов Анатолій Костянтинович
- Ілік Валентина Василівна
- Іллясова Джансари
- Ільїчов Леонід Федорович
- Ільницький Юрій Васильович
- Ільюшин Сергій Володимирович
- Імралієв Сардар Мамед огли
- Інаурі Олексій Миколайович
- Іоненков Геннадій Іванович
- Ірагшев Хідір-Алі
- Ісаєв Анатолій Іванович
- Ісакова Рабіят Рамазанівна
- Іскендеров Мамед Абдул огли
- Іслюков Семен Матвійович
- Ісмагулов Наріман Газізович
- Ісмаїлов Толесун
- Ішанкулієв Астан

## Й
- Йохансон Міральда Густавівна

## К
- Кабалоєв Білар Емазайович
- Кавун Василь Михайлович
- Кагерманов Алхазур Денайович
- Кадагідзе Григорій Ілліч
- Казаков Михайло Ілліч
- Казанець Іван Павлович
- Казієва Захра Керім кизи
- Казмирчук Володимир Дмитрович
- Казнов Федір Васильович
- Каїрбекова Камарія Каїрбеківна
- Каїров Іван Андрійович
- Кайріс Ксаверас Костович
- Кайтуков Темболат Темурович
- Каландаров Анвар
- Калачик Володимир Михайлович
- Калачов Микола Федорович
- Калачова Валентина Сергіївна
- Калашникова Катерина Семенівна
- Калинченко Федора Іванівна
- Калита Федір Іларіонович
- Калліон Малл Йоханнесівна
- Калмиков Валерій Дмитрович
- Калнберзін Ян Едуардович
- Кальченко Никифор Тимофійович
- Кальченко Степан Власович
- Калюгін Дмитро Якович
- Камалов Каллібек
- Канаєва Катерина Пилипівна
- Кандалінцев Гаврило Дементійович
- Кандренков Андрій Андрійович
- Капітонов Іван Васильович
- Капленко Василь Федорович
- Караєв Кара Абульфаз огли
- Каракеєв Курман-Галі
- Каралене Гене Юозівна
- Карачан Єва Романівна
- Каргін Олексій Георгійович
- Каргополов Віктор Олексійович
- Кардапольцев Олександр Васильович
- Кардаш Тетяна Василівна
- Кардашов Олександр Васильович
- Карепін Олексій Петрович
- Карлов Володимир Олексійович
- Карпенко Михайло Ілліч
- Карпенко Михайло Пантелійович
- Карпучок Розалія Кононівна
- Картавих Олександр Григорович
- Касараускене Феліція Антанівна
- Касатонов Володимир Панасович
- Касенова Кайниш
- Касимов Алібай
- Касимова Адолат Тимурівна
- Касімова Узліпат Магомедаліївна
- Касумов Кафур Абіль Касім огли
- Катамадзе Даріко Олександрівна
- Кафтанніков Георгій Васильович
- Кахаров Абдулахад Кахарович
- Кашина Антоніна Олексіївна
- Кварцхава Акакій Костянтинович
- Квіцинія Юрій Таріелович
- Кекелєва Лідія Сафронівна
- Келдиш Мстислав Всеволодович
- Кенжалін Сертай
- Керене Марія Йонівна
- Кириленко Андрій Павлович
- Кириллін Володимир Олексійович
- Кирилов Микола Кирилович
- Кирилов Микола Кузьмич
- Кирилюк Микола Петрович
- Кирюшин Олексій Дмитрович
- Кисельов Тихон Якович
- Китаєв Борис Михайлович
- Кіндікбаєва Меріварт
- Кіпкеєв Курман-Алі Рамазанович
- Кіренський Леонід Васильович
- Клаусон Вальтер Іванович
- Клемент Федір Дмитрович
- Клименко Василь Костянтинович
- Климков Петро Дмитрович
- Климов Іван Фролович
- Климова Ганна Олександрівна
- Кнутова Євстолія Денисівна
- Князєв Сергій Львович
- Кобаїдзе Арсен Олексійович
- Кобахідзе Леван Васильович
- Кобахідзе Шота Семенович
- Коваленко Олександр Власович
- Коваль Іван Григорович
- Кованов Павло Васильович
- Ковпак Сидір Артемович
- Кодіца Іван Сергійович
- Кожевников Євген Федорович
- Кожокар Микола Петрович
- Козир Павло Пантелійович
- Козлов Василь Іванович
- Козлов Григорій Іванович
- Козлов Петро Олексійович
- Козлов Фрол Романович
- Козуб Антоніна Митрофанівна
- Кокарєв Олександр Якимович
- Колганов Ілля Арсентійович
- Колесников Олександр Олександрович
- Колесников Петро Кіндратійович
- Колесникова Тамара Іванівна
- Колесов Микола Савич
- Коломієць Федір Степанович
- Коломойченко Володимир Остапович
- Колпакова Ганна Федорівна
- Колчіна Ольга Павлівна
- Команенко Михайло Дмитрович
- Комаров Володимир Миколайович
- Комарова Домна Павлівна
- Комісарова Олександра Федорівна
- Компанієць Пелагія Іванівна
- Комяхов Василь Григорович
- Кондратьєв Григорій Іванович
- Конєв Іван Степанович
- Коновалов Ілля Григорович
- Коновалов Микола Семенович
- Коновалова Лідія Василівна
- Конотоп Василь Іванович
- Копильченко Костянтин Піменович
- Кописова Клавдія Василівна
- Корєпанова Антоніда Артемівна
- Коритков Микола Гаврилович
- Корнійчук Олександр Євдокимович
- Корнієць Леонід Романович
- Корнілова Валентина Федорівна
- Коробанов Сергій Михайлович
- Корольов Борис Олексійович
- Корольова Тамара Олексіївна
- Коротка Валентина Прокопівна
- Коротченко Дем'ян Сергійович
- Кортс Ельмар Юліусович
- Кортунов Олексій Кирилович
- Косигін Олексій Миколайович
- Косолапов Анатолій Іванович
- Коспанов Шапет Коспанович
- Костоусов Анатолій Іванович
- Косякова Ніна Григорівна
- Котов Іван Іванович
- Кочаа Шидираа Хомушкуйович
- Кочарян Карлен Самвелович
- Кочергіна Олена Єреміївна
- Кочінян Антон Єрвандович
- Кочубей Антон Самійлович
- Кошелєв Євген Олександрович
- Кошовий Петро Кирилович
- Кошут Марія Василівна
- Кравченко Микола Іванович
- Кравченко Микола Іванович
- Краєва Валентина Миколаївна
- Красікова Олександра Єгорівна
- Краснобаєв Ніл Іванович
- Краснова Ніна Степанівна
- Кратенко Іван Маркович
- Крахмальов Михайло Костянтинович
- Крейзер Яків Григорович
- Крицун Михайло Антонович
- Крилов Микола Іванович
- Куашева Лєра Ісмаїлівна
- Кувикін Степан Іванович
- Кужугет Ертіне Апаноолович
- Кузєванова Ганна Іллівна
- Кузнєцов Василь Васильович
- Кузнєцов Іван Сергійович
- Кузьмич Антон Савич
- Кузьмін Валентин Васильович
- Куксьонок Євгенія Дмитрівна
- Кукурник Ніна Григорівна
- Кулаков Федір Давидович
- Кулатов Турабай Кулатович
- Кулик Борис Федотович
- Кулик Георгій Тарасович
- Кулієва Малейка Салман кизи
- Кулматов Кенеш Нурматович
- Кульвец Павло Олександрович
- Кульоміна Євдокія Андріївна
- Кулюк Леонід Федорович
- Кумуков Магомет Саліхович
- Кунаєв Дінмухамед Ахмедович
- Купревич Василь Феофілович
- Купцова Галина Володимирівна
- Курашов Сергій Володимирович
- Курбанов Джумамурад
- Курбанов Рахманкул Курбанович
- Курбанова Хаваят Гаджі кизи
- Курилов Юрій Іванович
- Кусієва Зайдат Магомедівна
- Куусеокс Веллі-Аугусте Карлівна
- Куусінен Отто Вільгельмович
- Кууск Хельмут Куставович
- Кучава Митрофан Йонович
- Кучеренко Володимир Олексійович
- Кучумов Павло Сергійович
- Кушакова Зінаїда Олексіївна
- Куштанова Раїса Миколаївна
- Кебін Йоханнес Густавович

## Л
- Лаврентьєв Михайло Олексійович
- Лавриненко Микола Григорович
- Лагадзе Тамара Миколаївна
- Лазебний Микола Семенович
- Лазуренко Михайло Костянтинович
- Лакоя Володимир Антонович
- Ламочкін Герман Інокентійович
- Лапін Володимир Христофорович
- Левіцкас Чесловас Йонович
- Легавець Йосип Сільвестрович
- Леїн Вольдемар Петрович
- Лелашвілі Михайло Михайлович
- Лелюшенко Дмитро Данилович
- Ленцман Леонід Миколайович
- Леонов Леонід Максимович
- Леонов Павло Артемович
- Лесечко Михайло Авксентійович
- Лєдков Микола Єгорович
- Лижин Микола Михайлович
- Лисенко Трохим Денисович
- Лисенко Яків Іванович
- Лисичников Олексій Георгійович
- Личук Юстин Тодорович
- Лі Любов
- Лінкевічене Алдона Стасівна
- Лінховоїн Лхасаран Лодонович
- Лісняк Павло Якович
- Лобанок Володимир Єлисейович
- Лобацов Марк Федорович
- Лозовик Раїса Тимофіївна
- Ломако Ілля Павлович
- Ломако Петро Фадійович
- Лощенков Федір Іванович
- Лубенников Леонід Гнатович
- Лукич Леонід Юхимович
- Лукошенко Марія Йосипівна
- Лук'яненко Катерина Денисівна
- Лук'яненко Павло Пантелеймонович
- Лук'янов Василь Антонович
- Лук'янов Володимир Миколайович
- Лутак Іван Кіндратович
- Луцик Анастасія Миколаївна
- Любіна Ганна Семенівна
- Любченко Любов Андріївна
- Лютаєва Юлія Іванівна
- Ляшко Олександр Павлович

## М
- Магомадов Мухади
- Магомаєва Зайнаб Шахрудинівна
- Мажієв Бальжініма
- Мазаїров Нозірбой
- Мазур Артем Андрійович
- Мазур Марія Миколаївна
- Мазуров Кирило Трохимович
- Макаров Віктор Іванович
- Макаров Іван Миколайович
- Макаров Олександр Максимович
- Малеєв Володимир Михайлович
- Малиновський Родіон Якович
- Малін Володимир Никифорович
- Малінін Сергій Миколайович
- Малунцев Олександр Мойсейович
- Мальбахов Тімбора Кубатійович
- Мамадшоєва Зінатмо
- Мамай Микола Якович
- Мамаков Сергій Михайлович
- Мамбетов Болот Мамбетович
- Мамджанова Ойїмнісо
- Мамедов Нусрат Худі огли
- Мамонтов Степан Андрійович
- Манджиєв Михайло Сарангович
- Маннов Рудольф Густавович
- Манукян Джульєтта Оганесівна
- Манюшис Йосип Антонович
- Манякін Сергій Йосипович
- Маркелов Михайло Миколайович
- Маркіна Варвара Єгорівна
- Марков Борис Семенович
- Мартинов Микола Васильович
- Мартинов Федір Гнатович
- Марченко Іван Тихонович
- Марченко Таїсія Єлисеївна
- Маскаєва Анісія Семенівна
- Мастєров Олександр Михайлович
- Матанська Марія Федорівна
- Маткарімова Айсултан
- Матуліс Юозас Юозович
- Матюшевський Костянтин Вікентійович
- Махмадалієв Міралі
- Махмудов Арзі
- Махмудов Насир
- Махнєва Олександра Архипівна
- Мацкевич Володимир Володимирович
- Мачаваріані Олексій Давидович
- Машталір Ганна Михайлівна
- Меглакелідзе Назі Ісаківна
- Медніс Марта Петрівна
- Межелайтіс Едуардас Беньямінович
- Мезенцев Назар Федотович
- Мейстер Віктор Антонович
- Меккієв Микола Іванович
- Меладзе Нора Іллівна
- Меладзе Олександр Ерастович
- Мелентьєв Лев Олександрович
- Мельник Григорій Андрійович
- Мельников Микола Панасович
- Мельников Микола Васильович
- Мельникова Лідія Федорівна
- Мельничук Юрій Степанович
- Мендуме Михайло Клайович
- Меньшиков Микола Іванович
- Мещерякова Тетяна Василівна
- Мжаванадзе Василь Павлович
- Миронов Микола Романович
- Мисюк Надія Йосипівна
- Михайлов Володимир Михайлович
- Михайлов Іван Юхимович
- Михайлов Леонід Хрисанфович
- Михайлова Тетяна Олексіївна
- Михальчук Валентина Петрівна
- Мігунова Клавдія Стратонівна
- Міквабія Ладіко Бідович
- Мікоян Анастас Іванович
- Мікоян Артем Іванович
- Мілікулова Угулой
- Мілицький Сергій Григорович
- Мінченко Олександр Федорович
- Мірошниченко Микола Єгорович
- Міхеєв Олексій Кирилович
- Міцкевич Володимир Федорович
- Мішланов Аркадій Ілліч
- Мовсесян Сурен Амбарцумович
- Мовсумова Шамама Магеррам кизи
- Модогоєв Андрій Урупхійович
- Моллаєва Майя
- Молчанінов Іван Ілліч
- Молюшкін Олександр Федорович
- Момбекова Іріс
- Монашев Леонід Гаврилович
- Морозов Петро Іванович
- Морозов Петро Федорович
- Морозова Ніна Миколаївна
- Москаленко Кирило Семенович
- Мотякова Георгіна Павлівна
- Мочалін Лев Сергійович
- Мошнін Юрій Костянтинович
- Музика Людмила Ананіївна
- Мумінов Кабилджан
- Муравйова Нонна Олександрівна
- Мурадян Бадал Амаякович
- Мурадян Таня Гайківна
- Мурзабулатов Салават Барійович
- Муртазаєв Каюм
- Муртазаєв Садих Набі огли
- Мурисєв Олександр Сергійович
- Мусабекова Умніса Сулейман кизи
- Мустафін Габіден
- Мусхелішвілі Микола Іванович
- Мухаметшина Фавзія Галімуллівна
- Мухіна Катерина Григорівна
- Мухтаруллін Ісламгали Мухтаруллович
- Миканова Кайша
- Мюрісепп Олексій Олександрович
- Мясіщєв Володимир Михайлович
- Мясников Олександр Миколайович
- Мясникова Зінаїда Миколаївна

## Н
- Набура Павло Федотович
- Наваяускас Мечисловас Йонович
- Наджафов Саттар Акпер огли
- Надточій Михайло Хомич
- Нажа Анастасія Гордіївна
- Нажесткін Іван Макарович
- Найдек Леонтій Іванович
- Найманова Менжамал Сиздиківна
- Наймушин Георгій Федорович
- Наливайко Георгій Антонович
- Нанобашвілі Олена Михайлівна
- Насриддінов Фатідін
- Насриддінова Ядгар Садиківна
- Насруллаєв Насрулла Ідаят огли
- Настенко Олексій Максимович
- Настова Олександра Іванівна
- Науменко Андрій Михайлович
- Невідомський Олександр Єгорович
- Недоленко Іван Якович
- Неклюдов Олексій Іванович
- Непсо Хаджет Салихівна
- Нехорошков Аркадій Павлович
- Нечитайло Василь Андрійович
- Никонов Віктор Петрович
- Никонова Рімма Федорівна
- Ничипорук Любов Лук'янівна
- Нікітіна Тетяна Олексіївна
- Нікітченко Віталій Федотович
- Ніколаєв Костянтин Кузьмич
- Ніколаєва Валентина Миколаївна
- Ніколаєва Галина Васильівна
- Ніколаєва Тетяна Миколаївна
- Ніязбеков Сабір Білялович
- Новиков Володимир Миколайович
- Новиков Гнат Трохимович
- Новиков Костянтин Олександрович
- Новиков Олександр Григорович
- Новиков Семен Михайлович
- Новикова Надія Іванівна
- Новикова Тамара Миколаївна
- Новичков Віктор Омелянович
- Носиловський Антон Броніславович
- Носкова Парасковія Овсіївна
- Нурбаганова Зубай Нурбаганівна
- Нурієв Зія Нурійович
- Нурутдінов Сіродж
- Нутетегрине Ганна Дмитрівна

## О
- Оболенський Микола Олександрович
- Об'єдков Іван Фадійович
- Овезов Балиш Овезович
- Овсянников Дем'ян Васильович
- Оганесян Єфрем Аветисович
- Оладько Ганна Савівна
- Олейников Віктор Степанович
- Ольшанський Михайло Олександрович
- Оніашвілі Отар Давидович
- Органов Микола Миколайович
- Орел Олександр Євстахійович
- Орлов Георгій Михайлович
- Орлов Михайло Анатолійович
- Орлова Ольга Антонівна
- Орловський Кирило Прокопович
- Осипов Георгій Іванович
- Осипова Євдокія Олексіївна
- Оясаар Надія

## П
- Павленко Меланія Григорівна
- Павлов Володимир Васильевич
- Павлов Георгій Сергійович
- Павлов Сергій Павлович
- Павловський Іван Григорович
- Палецкіс Юстас Ігнович
- Панахов Гаджі Мурад Ширалі огли
- Панєв Зосима Васильович
- Паноян Вазген Мнацаканович
- Панцулая Аміран Соломонович
- Панькін Іван Степанович
- Папінашвілі Василь Олександрович
- Парфьонов Олександр Іванович
- Пасєка Ольга Михайлівна
- Пасєчников Петро Лук'янович
- Паскар Петро Андрійович
- Патолічев Микола Семенович
- Патон Борис Євгенович
- Пахомов Олександр Панасович
- Паштукас Альгіс-Йонас Владіславович
- Пащенко Олександра Пилипівна
- Паяуене, Алесе Стасиівна
- Пейве Ян Вольдемарович
- Пельше Арвід Янович
- Пеньковський Валентин Антонович
- Первицький Володимир Якович
- Перебийніс Володимир Дмитрович
- Переверзєв Петро Семенович
- Пермінов Василь Васильович
- Петращук Марія Танасіївна
- Петрищева Валентина Михайлівна
- Петров Іван Федорович
- Петрова Зінаїда Миколаївна
- Петровський Борис Васильович
- Петровський Іван Георгійович
- Петросян Астхік Петросівна
- Петросян Геворк Артушевич
- Петросян Сурен Мартіросович
- Петросян Емма Арсеніївна
- Пєстов Микола Дмитрович
- Пєтухов Борис Федорович
- Пилипенко Раїса Матвіївна
- Пилипчук Микола Іванович
- Писін Костянтин Георгійович
- Пихтіна Олександра Трохимівна
- Підгорний Микола Вікторович
- Підопригора Володимир Митрофанович
- Піменов Михайло Олександрович
- Пітра Юрій Юрійович
- Піщулін Дмитро Іванович
- Плауде Карл Карлович
- Плієв Ісса Олександрович
- Побережник Євген Іванович
- Поздєєв Василь Іванович
- Покришкін Олександр Іванович
- Польохін Михайло Арсентійович
- Полікарпов Дмитро Олексійович
- Полімбетов Сейтжан
- Поляков Іван Євтійович
- Полянський Дмитро Степанович
- Помирляну Федір Георгійович
- Пономарьов Борис Миколайович
- Пономарьов Григорій Григорович
- Пономарьов Михайло Олександрович
- Попов Анатолій Якович
- Попов Борис Веніамінович
- Попов Геннадій Іванович
- Попов Георгій Іванович
- Попов Маркіан Михайлович
- Попов Олександр Олександрович
- Попова Ніна Василівна
- Посмітний Макар Онисимович
- Посохін Михайло Васильович
- Поспєлов Петро Миколайович
- Потапова Катерина Антонівна
- Починкова Лідія Іванівна
- Пошкайтіте Алдона Антанівна
- Прієде Аусма Кришівна
- Притицький Сергій Осипович
- Прокконен Павло Степанович
- Прокоп Меланія Павлівна
- Промислов Володимир Федорович
- Просвірова Домна Іванівна
- Проскурняк Ганна Іванівна
- Пруїдзе Реваз Якович
- Псурцев Микола Дем'янович
- Пузиков Сергій Тимофійович
- Пулатов Сайфулло
- Путік Володимир Костянтинович
- Пушкарьова Зоя Василівна
- Пшенична Людмила Тимофіївна
- Пянзін Микола Семенович

## Р
- Радченко Терентій Терентійович
- Разборський Олександр Андрійович
- Разгуляєва Світлана Володимирівна
- Разінкін Володимир Григорович
- Рамазанов Гілемдар Зігандарович
- Рандакявічюс Альфонсас Бернардович
- Растягаєв Володимир Іванович
- Расулов Асо
- Расулов Джабар Расулович
- Рахімбабаєва Захра Рахімівна
- Рахімов Мардон
- Рахімова Раїса Абдуваліївна
- Рахматов Мірзо
- Рашидов Шараф Рашидович
- Рашкулєв Дмитро Харлампійович
- Регіда Іван Федорович
- Реїмова Розигуль
- Ризаєв Ахмадалі
- Ризаєв Межмедін Челебович
- Рильський Максим Тадейович
- Риспаєв Барпи
- Роганова Лідія Пантелеївна
- Рогачова Ангеліна Єлизарівна
- Роговцева Валентина Стефанівна
- Родіонов Микола Миколайович
- Рожко Олексій Прокопович
- Розенко Петро Якимович
- Рокоссовський Костянтин Костянтинович
- Романов Олексій Володимирович
- Романченко Олена Федорівна
- Рубахова Зінаїда Тимофіївна
- Рубен Віталій Петрович
- Рубіс Петро Юхимович
- Рудаков Олександр Петрович
- Руденко Роман Андрійович
- Руденко Сергій Гнатович
- Руднєв Костянтин Миколайович
- Ружицька Лідія Володимирівна
- Русаков Микола Миколайович
- Рухлядєва Олександра Іванівна
- Рушкова Любов Петрівна
- Рябиков Василь Михайлович
- Рябцовський Йосип Григорович
- Рязанцева Віра Степанівна

## С
- Саадінов Салі
- Сабієва Маржиіат Муридівна
- Сабір'янова Роза Ахметівна
- Саввінов Єгор Гаврилович
- Савельєв Анатолій Юхимович
- Савицька Людмила Олександрівна
- Савицький Євген Якович
- Сагінтаєв Абдир
- Садибакасов Кемель Аманович
- Садиков Батирбек
- Садихов Рза Наджаф Кулі огли
- Салам-заде Міна Юсуф кизи
- Салтан Іван Іванович
- Саматов Абдугафур
- Самедов Абдул Мамін Рахман огли
- Самодєлов Віктор Петрович
- Самухін Микола Андрійович
- Сапаров Мамедгули
- Сапунов Петро Єгорович
- Сарвілін Микола Герасимович
- Саргсян Седа Апетівна
- Сарімсаков Узакбай Сарімсакович
- Саркісян Сірануш Асаківна
- Сарсенова Нурбіке
- Сартбаєв Рахматали
- Сатпаєв Каниш Імантайович
- Сатюков Павло Олексійович
- Саух Єфросинія Архипівна
- Сафієва Озода
- Сафіна Фаріда Кашафівна
- Саюшев Вадим Аркадійович
- Світличний Володимир Андрійович
- Свірська Олександра Іванівна
- Селецький Георгій Андрійович
- Семенов Іван Михайлович
- Семенов Микола Миколайович
- Семичастний Володимир Юхимович
- Сепей Монгуш Баїрівна
- Сердюк Зиновій Тимофійович
- Серебряков Іван Йосипович
- Сєнін Іван Семенович
- Сєнькін Іван Ілліч
- Сивак Борис Гордійович
- Сидоренко Борис Никифорович
- Сизов Геннадій Федорович
- Синиця Михайло Софронович
- Синіцин Іван Флегонтович
- Сичова Олена Павлівна
- Сідак Ростислав Микитович
- Сілін Василь Микитович
- Сініков Андрій Олексійович
- Сірадзе Вікторія Мойсеївна
- Сіренко Таїсія Василівна
- Скаба Андрій Данилович
- Скабіцкайте Аіїцета Антанівна
- Скачков Семен Андрійович
- Скидан Єлизавета Федорівна
- Скліфос Анісія Деонісіївна
- Скобєльцин Дмитро Володимирович
- Скориков Іван Сергійович
- Скочилов Анатолій Андріанович
- Скрипко Микола Семенович
- Скрябін Володимир Володимирович
- Скулков Ігор Петрович
- Славський Юхим Павлович
- Сліпінь Дзідра Карлівна
- Смирнов Володимир Іванович
- Смирнов Леонід Васильович
- Смирнов Михайло Анатолійович
- Смирнов Микола Іванович
- Смирнов Микола Іванович
- Смирнов Олександр Іванович
- Смирнов Олексій Олексійович
- Смирнова Ганна Максимівна
- Смирнова Дарія Павлівна
- Смуул Йоханнес Юрійович
- Снечкус Антанас Юозович
- Соболєв Леонід Сергійович
- Соболь Микола Олександрович
- Соїч Олег Владиславович
- Соколов Тихон Іванович
- Соколовський Василь Данилович
- Соловйов Євген Павлович
- Соловйов Леонід Миколайович
- Соломенцев Михайло Сергійович
- Сомова Раїса Федорівна
- Сонг Лембіт Йоханнесович
- Сонін Георгій Іванович
- Сорочан Євгенія Григорівна
- Сотников Володимир Петрович
- Сотников Микола Володимирович
- Сохбетов Осман
- Співак Єва Павлівна
- Спіридонов Іван Васильович
- Спіріна Тамара Григорівна
- Старенько Валентина Денисівна
- Старкін Іван Тимофійович
- Старовський Володимир Ніконович
- Старостін Василь Іванович
- Стафійчук Іван Йосипович
- Стельмах Михайло Панасович
- Степанов Георгій Сергійович
- Степанов Микола Тимофійович
- Степанов Сергій Олександрович
- Степченко Федір Петрович
- Стефаник Семен Васильович
- Стецько Василь Іванович
- Стешенко Олександра Павлівна
- Страутіньш Карл Карлович
- Стрижов Борис Васильович
- Стрюк Марія Денисівна
- Стумбре Брігіта Миколаївна
- Стученко Андрій Трохимович
- Судець Володимир Олександрович
- Сунгуров Сунгур Омарович
- Суніна Зоя Гаврилівна
- Сурганов Федір Онисимович
- Сурков Олексій Олександрович
- Сурманідзе Найме Асланівна
- Суродєєв Микола Максимович
- Суслов Михайло Андрійович
- Сухий Павло Йосипович
- Сухов Валентин Михайлович
- Суюмбаєв Ахматбек Суттубайович
- Сьомін Олексій Кузьмич

## Т
- Табеєв Фікрят Ахмеджанович
- Таїрова Хамра Заїрівна
- Талибова Бахар Магеррам кизи
- Тамдин-оол Василь Санмайович
- Таран Павло Панасович
- Таранушич Неоніла Іванівна
- Таранько Олександра Порфирівна
- Тарасов Віктор Іванович
- Тарасов Олександр Михайлович
- Тараторіна Олександра Миколаївна
- Тартикова Ольга Іванівна
- Тарчоков Камбулат Кіцуйович
- Татаринцева Любов Іванівна
- Тачмурадов Нурмурад
- Ташмухамедов Муса
- Ташпулатов Маркс Іззатович
- Твердохліб Катерина Гнатівна
- Телєгін Володимир Іванович
- Телєшов Василь Михайлович
- Телитченко Михайло Іванович
- Теміргалієва Каукар
- Тергеуова Шайбала
- Терьохін Валентин Гаврилович
- Тешабаєва Мунісхон
- Тимашек Василь Юлійович
- Тимошенко Семен Костянтинович
- Тинуріст Едгар Густавович
- Титов Віталій Миколайович
- Титов Герман Степанович
- Титов Михайло Іванович
- Титов Федір Єгорович
- Титова Євдокія Іванівна
- Тихомиров Борис Олексійович
- Тихомирова Клавдия Кузьмівна
- Тихонов Микола Олександрович
- Тихонов Микола Семенович
- Тихонюк Ганна Іллівна
- Ткачук Григорій Іванович
- Товпеко Іван Тимофійович
- Тока Салчак Калбакхорекович
- Токарєв Олександр Максимович
- Токтамисов Салімгерей
- Толстик Микола Панасович
- Толстиков Василь Сергійович
- Толубєєв Микита Павлович
- Томберг Єлизавета Степанівна
- Топорков Володимир Трохимович
- Тофан Євдокія Данилівна
- Третьяков Трохим Кирилович
- Трофимов Олександр Степанович
- Трофимов Георгій Олексійович
- Тупік Лідія Петрівна
- Туполєв Андрій Миколайович
- Тургумбаєв Кабідолла Кублан-Ули
- Турсун-заде Мірзо
- Турсункулов Хамракул
- Тутарінов Іван Васильович
- Тхапсаєв Володимир Васильович
- Тхілайшвілі Олександр Дурсунович
- Тюменцев Гаврило Павлович
- Тяглов Іван Іванович

## У
- Увачан Василь Миколайович
- Угрюмова Маргарита Миколаївна
- Узуйген Олександра Сундуйївна
- Улізко Василь Іванович
- Уляшева Ніна Іванівна
- Умаров Султан Умарович
- Умарова Махбуба
- Умаханов Магомед-Салам Іллясович
- Умурзаков Мілікузі
- Ундуск Йоганнес Олександрович
- Ураєв Петро Васильович
- Уразімбетов Джумабай
- Урдушев Гайбулла
- Урун-Ходжаєв Сайд-Ходжа
- Ус Іван Спиридонович
- Устинов Дмитро Федорович
- Усубалієв Турдакун Усубалієвич
- Уус Ханс Хансович
- Ушакова Ксенія Панасівна

## Ф
- Файзуллаєв Хайрулло
- Федін Костянтин Олександрович
- Федоров Віктор Степанович
- Федоров Олексій Федорович
- Федосєєв Петро Миколайович
- Федосєєва Любов Арнольдівна
- Федюнінський Іван Іванович
- Федяєв Павло Іванович
- Феоктистов Сергій Петрович
- Ферін Михайло Олексійович
- Філіпов Василь Родіонович
- Філіпов Дмитро Тимофійович
- Філіпова Тетяна Пилипівна
- Флорентьєв Леонід Якович
- Фокін Віталій Олексійович
- Фолманіс Жаніс Карлович
- Фоменко Олександра Улянівна

## Х
- Хабаров Іван Тимофійович
- Хайдакова Салігат Газі-Магомедівна
- Хайруллін Шейхі Шайхатарович
- Халілов Захід Ісмаїл огли
- Халілов Омар
- Халілова Анаси Хидир кизи
- Халявін Сергій Якович
- Хамурзієв Хакяш Абдулович
- Харитон Юлій Борисович
- Харламов Михайло Оверкійович
- Хачетлов Мухамед Хажретович
- Хетагуров Георгій Іванович
- Хитров Степан Дмитрович
- Хікматов Ергаш
- Хількевич Валентина Григорівна
- Ходулов Дмитро Федорович
- Хомасурідзе Русудан Миколаївна
- Хороля Єдайко Данилович
- Храмцов Олександр Іванович
- Хрєнников Тихон Миколайович
- Хрущов Микита Сергійович
- Хугаєв Аліхан Кайтікойович
- Худайбердиєв Нармахонмаді Джурайович
- Худайкулова Майрам
- Худосовцев Микола Михайлович
- Хусанов Атакул

## Ц
- Цибенко Костянтин Остапович

## Ч
- Чакенова Ніна Гнатівна
- Чариєв Розимамед Алійович
- Чебан Іван Костянтинович
- Чеботарьов Дмитро Родіонович
- Чепеленко Микола Миколайович
- Чепенене Станіслава Валентівна
- Чепуліс Повілас-Юргіс Йонович
- Черкашина Ксенія Гаврилівна
- Чернаморян Акоп Аршакович
- Чернецький Іван Андрійович
- Черніговський Володимир Миколайович
- Черноліхов Іван Олексійович
- Чернишов Василь Юхимович
- Честікова Ніна Іванівна
- Чехлов Василь Васильович
- Чіаєв Йосип Семенович
- Чіаберідзе Григорій Іванович
- Чіковані Аполлон Іванович
- Чіковані Михайло Герасимович
- Чоговадзе Георгій Іраклійович
- Чокін Шафік Чокінович
- Чорний Олексій Клементійович
- Чугунов Іван Іванович
- Чуйков Василь Іванович
- Чуплінскієне Феліція Антонівна
- Чуприна Ганна Дмитрівна
- Чураєв Віктор Михайлович
- Чуркіна Віра Миколаївна
- Чхаїдзе Тетяна Несторівна

## Ш
- Шавішвілі Кіта Миколайович
- Шадиєва Зухро
- Шайдулліна Ямніха Нуруллівна
- Шайхелгалієв Мірзагалі Шайхелгалійович
- Шаклеїна Валентина Єфремівна
- Шалгінов Семен Егорович
- Шамсудінов Фахредін Шамсудінович
- Шантуров Анатолій Леонтійович
- Шарафутдінов Хімайдін
- Шаревська Олена Євгенівна
- Шаріпов Ісагалі Шаріпович
- Шауро Василь Филимонович
- Шахабаєв Азімхан
- Шахназаров Микола Самсонович
- Шахраманян Рубен Тевосович
- Шверник Микола Михайлович
- Шевхужева Мадіна Османівна
- Шевченко Олександр Митрофанович
- Шевченко Володимир Васильович
- Шевчук Григорій Іванович
- Шелепін Олександр Миколайович
- Шелест Петро Юхимович
- Шелубцов Віктор Васильович
- Шеронова Фаїна Оксентіївна
- Шибаєв Олексій Іванович
- Шинкевич Василь Іванович
- Шипулін Дмитро Аркадійович
- Широких Федір Тимофійович
- Шитиков Олексій Павлович
- Шишмаков Іван Іванович
- Школьников Олексій Михайлович
- Шляков Григорій Єгорович
- Шмадченко Катерина Федорівна
- Шокін Олександр Іванович
- Шолохов Михайло Олександрович
- Шопіна Марина Омелянівна
- Шостакович Дмитро Дмитрович
- Штирбу Олександр Костянтинович
- Штиря Микола Петрович
- Шубенко-Шубін Леонід Олександрович
- Шубіна Аграфена Михайлівна
- Шуйський Григорій Трохимович
- Шумаускас Мотеюс Юозович
- Шумилов Василь Арсенійович
- Шумкін Олександр Павлович
- Шуригін Віктор Олександрович
- Шутова Кіра Василівна

## Щ
- Щапов Інокентій Лаврентійович
- Щеглов Панас Федорович
- Щербаков Павло Андрійович
- Щербакова Ірина Степанівна
- Щербина Борис Євдокимович
- Щербінін Микола Антонович
- Щербицький Володимир Васильович
- Щетинін Семен Миколайович
- Щолоков Микола Онисимович

## Ю
- Юнак Іван Харитонович
- Юнусов Топчібай
- Юрченко Любов Єгорівна
- Юсупов Ісмаїл Абдурасулович
- Ютс Йоханнес Янович

## Я
- Ягмурова Курбансолтан
- Язвінська Емілія Йосипівна
- Якимук Петро Григорович
- Яковець Іван Іванович
- Яковлєв Іван Сергійович
- Яковлєв Олександр Сергійович
- Якубовський Іван Гнатович
- Яранцева Ніна Євгенівна
- Ярославцева Олександра Михайлівна
- Яригін Микита Єремійович
- Яска Еллі Аугустівна
- Яснов Михайло Олексійович

## Дообрані
- Балясинський Ізяслав Генріхович (3.03.1963)
- Бараєв Олександр Іванович (22.12.1963)
- Бєлуха Микола Андрійович (5.04.1964)
- Вадер Артур Павлович (21.03.1965)
- Волошин Олексій Олександрович (27.09.1964)
- Грабовський Мирослав Васильович (27.10.1963)
- Додонова Іраїда Михайлівна (26.04.1964)
- Єпішев Олексій Олексійович (9.09.1962)
- Захаров Михайло Миколайович (19.04.1964)
- Ісаєв Василь Якович (16.09.1962)
- Качалов Микола Миколайович (30.06.1963)
- Кузьмін Андрій Петрович (30.08.1964)
- Лазебний Микола Семенович (30.08.1964)
- Макарова Анастасія Панасівна (30.06.1963)
- Маршалкіна Олександра Павлівна (12.08.1962)
- Мірзоєва Нісаханум Балакіши кизи (26.05.1963)
- Овчаренко Федір Данилович (29.11.1964)
- Олійник Степан Іванович (29.11.1964)
- Павлов Григорій Петрович (3.03.1963)
- Перев'язко Василь Степанович (26.04.1964)
- Поляков Василь Іванович (22.07.1962)
- Садихов Аллахверді Мамедсадих огли (27.12.1964)
- Салієв Сафар (16.12.1962)
- Скоморохов Микола Михайлович (22.12.1963)
- Смолянов Григорій Олександрович (29.09.1963)
- Стеблянко Василь Григорович (24.11.1963)
- Суттібаєв Жалгасбай (29.09.1963)
- Холов Махмадула (26.07.1964)
- Хужаєв Парпі (29.11.1964)
- Чокін Шафік Чокінович (26.04.1964)
- Шев'яков Іван Никифорович (7.10.1962)
- Шлопак Тетяна Володимирівна (27.10.1963)